# Смит, Лео (нидерландский композитор)
Лео Смит (нидерл. Leo Smit, полное имя Леопольд; 14 мая 1900 года, Амстердам, Нидерланды — 30 апреля 1943 года, концентрационный лагерь Собибор, оккупированная Польша) — голландский композитор.

## Биография
Родился 14 мая 1900 года в районе Плантаге в Амстердаме. Он происходил из богатой светской португальско-еврейской семьи. Начал заниматься музыкой в раннем возрасте и написал свое первое произведение в 16 лет.
Окончил с отличием Амстердамскую консерваторию (1919—1924), где изучал композицию у Сема Дресдена и Бернарда Зверса, изучал также игру на фортепиано. В 1927—1936 годах жил и работал в Париже, испытал сильное влияние французской композиторской школы. Затем провёл год в Брюсселе и в 1937 году вернулся на родину, где его произведения в годы его отсутствия время от времени исполнялись оркестром Концертгебау под руководством таких дирижёров, как Пьер Монтё и Эдуард ван Бейнум.
В 1933 году он женился на Ангелине де Врис, с которой он поселился в Амстердаме в 1937. Во время войны Смит давал уроки музыки. В феврале 1943 года окончил своё последнее произведение — «Сонату для флейты и фортепиано».
27 апреля 1943 как еврей депортирован из Нидерландов, погиб в концентрационном лагере Собибор.